# Kápolnai Pauer István
Kápolnai Pauer István (Pest, 1833. augusztus 19. – Budapest, 1896. február 18.) katonatiszt, hadtudós, hadtörténész, a Magyar Tudományos Akadémia levelező tagja. A szabadságharc küzdelmeit követően harcolt az 1859-es szárd–francia–osztrák háborúban, majd az 1860-as évek Garibaldi vezette olaszországi hadjárataiban. Az 1860-as–1880-as években a magyar hadtudomány meghatározó jelentőségű alakja volt.

## Életútja
Gimnáziumi tanulmányait Pesten kezdte el, de tizenöt éves korában, 1848-ban belépett a szabadságharc honvédseregébe. Tüzér közvitézként harcolta végig a függetlenségi küzdelmek tizenhét csatáját, két ízben sebesült meg a harctéren. Fiatal kora miatt tiszti rangot háborús érdemei ellenére sem kapott, de 1849-ben tizedessé léptették elő. A szabadságharc leverését követően besorozták az osztrák császári seregbe, de a harctéri sebesülései okozta krónikus panaszok miatt hamarosan szabadságolták. 1850-től 1854-ig a pesti József Ipartanodában folytatott mérnöki tanulmányokat, majd 1854-ben behívták katonai szolgálattételre a császári hadsereg 37. gyalogezredébe. Hadnagyi rangban harcolt az 1859-es szárd–francia–osztrák háborúban, részt vett a turbigói, a magentai és a solferinói ütközetekben. 1860-ban kilépett az osztrák seregből, s csatlakozott Giuseppe Garibaldi dzsidás testőrségéhez mint hadnagy (később főhadnagy). Nápoly 1860. szeptemberi elfoglalását követően századosi rangban harcolt a főiskolai hallgatókból toborzott 1. zuáv zászlóaljjal az olasz egység oldalán, alakulatával sikeresen biztosította a Volturno folyónál kialakított hídfőállást. 1862-től vadász századosként teljesített szolgálatot az olasz kormányt támogató Magyar Légió soraiban, időközben az Acqui Terme-i tiszti iskolában, majd a cuneói hadi akadémián tartott hadtudományi előadásokat.
A légió feloszlatását követően, 1867-ben hazatért. 1867–1868-ban a Honvéd című katonai folyóirat segédszerkesztőjeként, majd 1868-tól 1870-ig egy angol vasútépítő társaság magyarországi főtitkáraként tevékenykedett. 1870-ben belépett a magyar honvédségbe, s századosi rangban szolgált. 1871-től a Magyar Királyi Honvéd Ludovika Akadémia felsőbb tiszti és tisztképző tanfolyamán tanított harcászatot és katonai földrajzot. 1873–1875-ben elvégezte a bécsi katonai akadémiát. 1877-ben József Károly főherceg másodsegédtisztje lett őrnagyi rangban, egyidejűleg a Ludovika törzstiszti tanfolyamának tanárává nevezték ki. 1882-ben alezredessé léptették elő, 1886-tól ezredesi rangban a nagyszebeni állomáshelyű 23. honvédezred, 1887–1888-ban pedig a pécsi 82. dandár parancsnokaként szolgált. 1888-ban nyugdíjazták.

## Munkássága
Katonatiszti és katonapedagógusi pályája mellett az 1860-as években bontakozott ki tudományos munkássága. Élharcosa volt a magyar katonai műnyelv fejlesztésének, a magyar nyelvű hadtudományi szakirodalom megalapozásának. A hadászat legkülönfélébb kérdéseivel foglalkozott, de kiemelt figyelmet szentelt a harcászat tereptani, katonai földrajzi vonatkozásainak. 1867-ben megjelent, nagy jelentőségű hadászati monográfiájában kidolgozta a földrajzi környezet, domborzat, népesség, közlekedési és gazdasági infrastruktúra figyelembevételével megválasztandó védelmi és támadási hadműveletek körét, meghatározta a kialakítandó hadászati vonal sajátosságait. Behatóan foglalkozott a harcoló alakulatok anyagi eszközökkel való ellátásának (hadtáp) szervezési, logisztikai kérdéseivel. Áttekintette és elemezte az európai haderők szolgálati szabályzatait, s személyesen is hozzájárult a magyar honvédség szolgálati szabályzatának kidolgozásához.
Életművének másik jelentős vonulatát magyar hadtörténeti kutatásai jelentik. Tanulmányozta a közép- és újkori Magyarország harci eseményeit, az egyes haderőnemek (lovasság, huszárság stb.), a haditechnika, a fegyverzet és a hazai várrendszer történetének alakulását.
Élete során a háromszázat meghaladó hadtudományi és hadtörténeti cikket írt, főként a Honvéd, A Ludovika Akadémia Közlönye és a Hadtörténelmi Közlemények című szakfolyóiratokban, illetve politikai napilapokban. 1869 és 1872 között a Katonai Közlöny szerkesztője volt.

## Társasági tagságai és elismerései
1881-ben a Magyar Tudományos Akadémia levelező tagjává választották, 1883 és 1886 között a kezdeményezésére felállított hadtudományi bizottság titkára volt.

## Munkái
1. Az Árpád-család még nem halt ki. Torino, 1862.
2. Magyarország hadászati védelme. Pest, 1867.
3. Honvéd-kézikönyv. (Oktató levelek.) Uo. 1867. Négy rész. (I. Szolgálati szabályzat, II. Harczászat, III. Tábori utasítások, IV. Földmértan. Az V. részt: Fegyvertan, gróf Pongrácz Károly írta. Pest, 1868.)
4. Magyarország hadászati védelme észak vagy keletről jövő támadás ellen. Uo. 1867. térképpel. (Ism. Honvéd 2. sz.)
5. Harczászat. Bpest, 1873. (Kéziratként kiadva hallgatói számára.)
6. A kartácslövegek harczászati alkalmazásáról. Uo. 1873. (Németül. Uo. 1873.)
7. A magyarországi várak a XVI. és XVII. században. in: A Ludovika Akadémia Közlönye 1874.
8. A hadművészet kifejlődése a magyar nemzetnél. in: A Ludovika Akadémia Közlönye 1879–1880.
9. A hadtudomány viszonya a többi tudományokhoz. Uo. 1881. (Értekezések a matematikai tudományok köréből VIII. 11. Székfoglaló.)
10. A nemzetközi jog szárazföldi háborúban követendő szabályainak kézikönyve. Szerkesztette az «Institut de droit international» által kiküldött bizottság. Franciából ford. Uo. 1881. (A Ludovica Akademia Közlönyéhez melléklet.)
11. Emlékbeszéd Korponay János levelező tag fölött. Uo. 1882. (Emlékbeszédek I. 1.)
12. Emlékbeszéd Asbóth Lajos levelező tag felett. Uo. 1883. (Emlékbeszédek I. 6.)
13. Az 1526. évi mohácsi hadjárat. Uo. 1889. (Különnyomat a Hadtörténelmi Közleményekből.)
14. A huszárság keletkezése és fejlődése a múlt század végéig. in: A Ludovika Akadémia Közlönye 1894.

Szerkesztette a Katonai Közlönyt 1869. augusztus 15-től 1872. március 25-ig; mikor a 13. számmal megszűnt.

## További irodalom
- Ács Tibor: Hadászati gondolkodásunk gyökereiről. in: Hadtudomány X. 2002. 2. sz.